# Spanje op het Eurovisiesongfestival 1975
Spanje nam deel aan het Eurovisiesongfestival 1975 in Stockholm, te Zweden. Het was de 15de deelname van het land aan het festival.

## Selectieprocedure
Net zoals de vorige jaren was ook in 1975 TVE, de Spaanse nationale omroep verantwoordelijk voor de bijdrage in Stockholm.
Er werd gekozen voor een interne selectie en Sergio & Estibaliz kwamen er als winnaars uit.
Zij zouden het lied Tú Volverás brengen op het festival.

## In Stockholm
In Zweden moest Spanje optreden als 17de, net na Portugal en voor Zweden.
Op het einde van de puntentelling hadden ze 53 punten verzameld, goed voor een 10de plaats.

### Gekregen punten

#### Finale
| 12 punten     | 10 punten                       | 8 punten              | 7 punten  | 6 punten |
| ------------- | ------------------------------- | --------------------- | --------- | -------- |
|               |                                 | - Finland             | - Ierland | - Italië |
| 5 punten      | 4 punten                        | 3 punten              | 2 punten  | 1 punt   |
| - Zwitserland | - België - Joegoslavië - Monaco | - Noorwegen - Turkije |           |          |

### Punten gegeven door Spanje

#### Finale
Punten gegeven in de finale:
| 12 punten | Nederland           |
| 10 punten | Verenigd Koninkrijk |
| 8 punten  | Frankrijk           |
| 7 punten  | Italië              |
| 6 punten  | Luxemburg           |
| 5 punten  | Zweden              |
| 4 punten  | Duitsland           |
| 3 punten  | Ierland             |
| 2 punten  | Portugal            |
| 1 punt    | Finland             |

1961 · 1962 · 1963 · 1964 · 1965 · 1966 · 1967 · 1968 · 1969 · 1970 · 1971 · 1972 · 1973 · 1974 · 1975 · 1976 · 1977 · 1978 · 1979 · 1980 · 1981 · 1982 · 1983 · 1984 · 1985 · 1986 · 1987 · 1988 · 1989 · 1990 · 1991 · 1992 · 1993 · 1994 · 1995 · 1996 · 1997 · 1998 · 1999 · 2000 · 2001 · 2002 · 2003 · 2004 · 2005 · 2006 · 2007 · 2008 · 2009 · 2010 · 2011 · 2012 · 2013 · 2014 · 2015 · 2016 · 2017 · 2018 · 2019 · 2020 · 2021 · 2022 · 2023 · 2024 · 2025